# Rumjana Nejkowa
Rumjana Dimitrowa Nejkowa, z domu Dżadżarowa bułg. Румяна Димитрова Нейкова [Джаджарова] (ur. 6 kwietnia 1973 w Sofii) – bułgarska wioślarka, złota medalistka w wioślarskiej jedynce podczas Letnich Igrzysk Olimpijskich w Pekinie.

## Osiągnięcia
- Mistrzostwa Świata – Wiedeń 1991 – jedynka – 8. miejsce[1].
- Igrzyska Olimpijskie – Barcelona 1992 – czwórka podwójna – 9. miejsce[1].
- Mistrzostwa Świata – Indianapolis 1994 – jedynka – 10. miejsce[1].
- Mistrzostwa Świata – Tampere 1995 – dwójka podwójna – 10. miejsce[1].
- Igrzyska Olimpijskie – Atlanta 1996 – jedynka – 8. miejsce[1].
- Mistrzostwa Świata – Aiguebelette-le-Lac 1997 – jedynka – 4. miejsce[1].
- Mistrzostwa Świata – Kolonia 1998 – jedynka – 4. miejsce[1].
- Mistrzostwa Świata – St. Catharines 1999 – jedynka – 3. miejsce[1].
- Igrzyska Olimpijskie – Sydney 2000 – jedynka – 2. miejsce[1].
- Mistrzostwa Świata – Sewilla 2002 – jedynka – 1. miejsce[1].
- Mistrzostwa Świata – Mediolan 2003 – jedynka – 1. miejsce[1].
- Igrzyska Olimpijskie – Ateny 2004 – jedynka – 3. miejsce[1].
- Mistrzostwa Świata – Gifu 2005 – dwójka podwójna – 2. miejsce[1].
- Mistrzostwa Świata – Monachium 2007 – jedynka – 2. miejsce[1].
- Mistrzostwa Europy – Poznań 2007 – jedynka – 1. miejsce[1].
- Igrzyska Olimpijskie – Pekin 2008 – jedynka – 1. miejsce[1].
- Mistrzostwa Europy – Ateny 2008 – dwójka podwójna – 6. miejsce[1].
- Mistrzostwa Świata – Poznań 2009 – dwójka podwójna – 3. miejsce[1].